# Модерзон, Отто
Фридрих Вильгельм Отто Модерзон (нем. Friedrich Wilhelm Otto Modersohn; 22 февраля 1865, Зост, Вестфалия — 10 марта 1943, Ротенбург) — немецкий художник-пейзажист.

## Биография
Модерзон начал учёбу в Дюссельдорфской академии художеств в 1884 году, в 1888 году перевёлся в Академию художеств в Карлсруэ.
В июле 1889 года Отто Модерзон познакомился в Ворпсведе с Фрицем Макензеном и Гансом ам Энде, став одним из основателей Ворпсведской колонии художников.
В 1897 году Модерзон женился на Хелене Шрёдер, а в 1898 году у них родилась дочь Эльсбет (1898—1984). В 1899 году Модерзон вышел из объединения художников. Его супруга умерла в 1900 году, и годом позже он женился во второй раз — на художнице Пауле Беккер.
После временного расставания супругов в 1907 году они вместе вернулись в Ворпсведе, и в этот год у них родилась дочь Матильде (Тилле). Паула Модерзон-Беккер умерла вскоре после родов от эмболии.
В 1908 году Отто Модерзон переехал в соседний посёлок Фишерхуде и в 1909 году женился в третий раз на Луизе Брелинг, которая родила ему двоих сыновей: Ульриха (1913—1943) и Христиана (1916—2009).

## Творчество
На раннем этапе творчество Модерзон писал пейзажи в стиле барбизонцев. После переезда в Ворпсведе приблизительно в 1890 году в творчестве Модерзона последовал переход к скорее экспрессионистскому выбору цветов. Модерзон по-прежнему писал пейзажи, например Чёртово болото, на котором стоит Ворпсведе.
Смерть второй жены и следующий переезд — в Фишерхуде — повлекли новые изменения в стиле: краски стали темнее, а изображения — более резкими.
Обширная коллекция работ Отто Модерзона представлена в его Музее в Фишерхуде.
Имя художника носит одна из улиц Берлина — Модерзонштрассе.